# Hans Karlsson (fotbollsspelare)
Hans "Hasse" Egon Leves Carlsson, född 1 september 1932 i Flakeberg, död 1 juni 2008, var en svensk fotbollsspelare och senare tränare. Han blev svensk mästare två gånger som spelare i Djurgårdens IF, 1959 och 1964. Senare har han även tränat IF Elfsborg och IFK Göteborg, samt varit förbundskapten för svenska damlandslaget.